# Zapotlán el Grande
Zapotlán el Grande är en kommun i Mexiko.   Den ligger i delstaten Jalisco, i den södra delen av landet, 500 km väster om huvudstaden Mexico City. Antalet invånare är 100 534. Arean är 274 kvadratkilometer.
Terrängen i Zapotlán el Grande är varierad.
Följande samhällen finns i Zapotlán el Grande:
- Ciudad Guzmán
- Ciudad Guzmán CERESO
- La Mesa